# Muzealna Książka Roku
Muzealna Książka Roku – tytuł nadawany w dorocznym konkursie organizowanym przez Narodowy Instytut Muzeów od 2022 roku. Celem Konkursu jest docenienie i promocja najlepszych publikacji wydanych przez polskie muzea, czy to katalogi wystaw lub zbiorów, książki naukowe lub edukacyjne. 
Dotychczasowi zwycięscy:
Rok 2022.
- Kategoria wydawnictw naukowych:
  - Piotr Cywiński, "Auschwitz. Monografia człowieka" - Państwowe Muzeum Auschwitz-Birkenau
- Kategoria katalogów wystaw:
  - Grażyna Hase, "Zawsze w modzie" - Muzeum Warszawy
- Kategoria wydawnictw edukacyjnych:
  - Agnieszka Gola, Patrycja Mazurek, "Laboratorium architektury" - Muzeum Architektury we Wrocławiu
- Kategoria najlepiej wydanej edytorsko książki (ex aequo):
  - Grażyna Hase, "Zawsze w modzie" - Muzeum Warszawy
  - "Drzeworyty japońskie z kolekcji Muzeum Narodowego w Krakowie" - Muzeum Narodowe w Krakowie

Rok 2023.
- Kategoria wydawnictw naukowych (ex aequo):
  - Marcin Grulkowski, „Privilegia Casimiriana. Przywileje króla Kazimierza IV Jagiellończyka dla Gdańska z okresu wojny trzynastoletniej” - Muzeum Gdańska
  - Anna Duńczyk-Szulc, Agnieszka Kajczyk, „Antologia spojrzeń. Getto warszawskie – fotografie i filmy” - Muzeum Warszawy i Żydowski Instytut Historyczny im. Emanuela Ringelbluma
- Kategoria katalogów wystaw:
  - Red. Adam Przywara, „Zgruzowstanie. Przeszłość i przyszłość ruin w architekturze” - Muzeum Warszawy
- Kategoria wydawnictw edukacyjnych:
  - Joanna Haba, "Leksykon tradycyjnych wzorów japońskich” - Muzeum Sztuki i Techniki Japońskiej „Manggha”
- Nagroda specjalna za najlepiej wydaną edytorsko książkę (ex aequo):
  - Małgorzata Grąbczewska, „Obietnica szczęścia. Maria Papa Rostkowska” - Muzeum Łazienki Królewskie w Warszawie
  - „Raport z działalności Muzeum Gdańska za lata 1970–2020” - Muzeum Gdańska

Rok 2024.
- Kategoria wydawnictw naukowych (ex aequo):
  - Konrad Niemira, „Stale obawiam się jakiejś katastrofy… Korespondencja Stanisława Augusta z Marcellem Bacciarellim” - Muzeum Łazienki Królewskie w Warszawie
  - Red. Piotr Setkiewicz, Jacek Lachendro, „Kalendarz wydarzeń w KL Auschwitz” tom 1 (1939–1941), tom 2 (1942), tom 3 (1943), tom 4 (1944–1945), tom 5 (suplement) - Państwowe Muzeum Auschwitz-Birkenau w Oświęcimiu
- Kategoria katalogów wystaw:
  - Barbara Banaś, „Szklane życiorysy. Polskie projektantki szkła (1945–2020)” - Muzeum Narodowe we Wrocławiu
- Kategoria wydawnictw edukacyjnych:
  - Magdalena Gonera, Marzena Wiśniak, „Miasto – Moda – Maszyna” - Centralne Muzeum Włókiennictwa w Łodzi
- Nagroda specjalna za najlepszą edytorsko wydaną książkę (ex aequo):
  - Kamil Frejlich, Piotr Skowroński i in., „Sztuka dobrego myślenia. Dziedzictwo Stanisława Herakliusza Lubomirskiego” - Muzeum Łazienki Królewskie w Warszawie
  - Red. Agnieszka Dąbrowska, Monika Siwińska, „Julia Keilowa. Projektantka art déco” - Muzeum Warszawy